# Doh (Ekondo-Titi)
Pour les articles homonymes, voir Doh.
Doh ou Doh Camp est une localité du Cameroun, située dans l'arrondissement d'Ekondo-Titi, le département du Ndian et la Région du Sud-Ouest.

## Population
Lors du recensement national de 2005, Dora comptait 52 habitants.